# Плёс реки

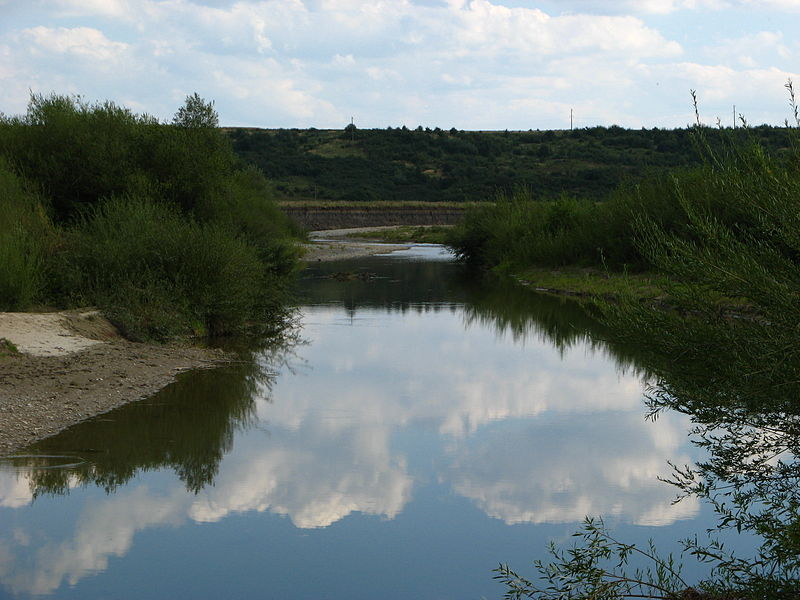
Плёс на реке Вяр

Плёс речной — глубокий участок русла реки, расположенный между перекатами, обычно образующийся в русле меандрирующей реки у вогнутого участка излучины берега.
Перекаты вместе с расположенными между ними плёсами образуют на реках системы плёс — перекат. Плёсы обычно приурочены к участкам русла с наибольшей кривизной, перекаты — к прямым (переходным) участкам русла между смежными излучинами.
Плёс обычно образуется там, где в половодье наблюдается местное увеличение скорости течения реки и интенсивно размывается её дно (например, в изогнутых участках русла, в сужениях речной долины).
Глубокие плёсы — место зимовки рыбы.